# ورا، کرتیا
ورا، کرتیا (به لاتین: Vera, Croatia) یک زیستگاه انسانی در کرواسی است که در ترپینیا واقع شده‌است.

## خصوصیات
ورا ۴۵۸ نفر جمعیت دارد.